# Danadżi
Danadżi (arab. دناجي) – wieś w Syrii, w muhafazie Damaszek. W 2004 roku liczyła 933 mieszkańców.